# Керченская паромная переправа
Ке́рченская паро́мная перепра́ва (укр. Керченська поромна переправа; переправа «Крым — Кавказ») — морская паромная переправа через Керченский пролив, соединяющая Крым и Краснодарский край. Переправа располагается на северо-восточной окраине Керчи и эксплуатируется круглосуточно в течение всего года. Паромы курсируют между построенными в самом узком месте пролива портами «Крым» и «Кавказ», расстояние между которыми — менее 5 км. После завершения строительства Крымского моста работа переправы была прекращена. Временно возобновила свою работу в 2022 году после взрыва на Крымском мосту.

## История
Первые упоминания о переправе через Керченский пролив относятся к периоду античности. Задачи по организации и защите переправы в то время выполнял город Порфмий, входивший в состав Боспорского царства.

### В годы СССР

#### Первый мост через пролив
В 1944 году, после освобождения советскими войсками Крыма, через пролив за 150 дней был построен временный железнодорожный мост. Этот мост прослужил всего 3 месяца — в феврале 1945 года он был сильно повреждён льдом, нагнанным из Азовского моря. За несколько дней до этого по мосту проехала советская правительственная делегация, возвращавшаяся с Ялтинской конференции.

#### Строительство переправы
Повреждённый мост был признан непригодным к восстановлению. Обломки моста постепенно разобрали, так как они мешали судоходству. Рассматривались варианты создания нового моста, но в итоге было принято решение в качестве более дешёвой альтернативы построить железнодорожную переправу.
В начале 1950-х годов на северо-восточной окраине Керчи развернулось строительство порта «Крым», а на косе Чушка — порта «Кавказ». Каждый из портов мог одновременно принимать по два железнодорожных парома. У причалов были установлены П-образные подъёмники, опускавшие на паром разводной мост с железнодорожными путями.
22 сентября 1954 года Керченская паромная переправа была открыта. С помощью паромной переправы появилась возможность сократить на 270 км дальность перевозок из Украинской и Молдавской ССР в районы Краснодарского края и Кавказа, а из Крыма и южных районов Украины — почти на 1000 км.

#### Железнодорожные паромы «Восточный», «Заполярный», «Северный», «Южный»
С момента открытия и до начала 1990-х годов железнодорожные перевозки на переправе выполняли четыре железнодорожных парома проекта 723 (тип «Надым/Северный»), построенные на «Севмаше». Изначально эти паромы создавались для речных железнодорожных переправ через Енисей в Игарке и через Обь в Салехарде, являвшихся частью строящейся Трансполярной магистрали. Первая пара судов — «Надым» и «Заполярный» — была спущена на воду в 1951 году, вторая пара — «Северный» и «Чулым» — в 1952 году. Паромы были рассчитаны на перевозку 16 товарных или 8 пассажирских четырёхосных вагонов.
Во второй половине 1951 года «Надым» прибыл в Игарку, а «Заполярный» — в Салехард. «Северный» и «Чулым» отправиться на Трансполярную магистраль не успели — строительство магистрали было внезапно остановлено, а все четыре судна перенаправлены на новую переправу в Керченском проливе. С паромов демонтировали вагоноподъёмники, используемые на речных переправах, «Надым» переименовали в «Восточный», а «Чулым» — в «Южный».
Для наката составов на паром и формирования поездов в каждом из портов Керченской переправы работало по два маневровых локомотива. В ранние годы использовались паровозы серии Эл, затем они были заменены на тепловозы ТЭМ1, которые, в свою очередь, уступили место ЧМЭ3. К каждому локомотиву цеплялось «прикрытие», составленное из нескольких порожних платформ, таким образом предотвращался заход тяжёлого локомотива на подъёмник и паром — на палубу заезжали платформы «прикрытия», к которым и цеплялись вагоны. Если паром перевозил товарные составы, то накат вагонов производился двумя локомотивами, одновременно на оба борта парома, чтобы избежать крена судна от неравномерного распределения тяжёлого груза. Пассажирские поезда, вагоны которых обладают меньшей массой, накатывались на паром одним локомотивом. По терминологии работающего на переправе персонала, место у причала, расположенное со стороны Азовского моря (северная сторона порта) называлось Азовским парком, а со стороны Чёрного моря (южная сторона порта) — Черноморским парком.
За время работы на Керченской переправе над паромами провели ряд технических доработок, например, расширили площадь верхней палубы, на «Южном» надстроили дополнительный ярус ходовой рубки.
В 1979—80 годах через переправу следовали следующие пассажирские поезда (все кроме 105/106 и 187/188 были летними)
- 105/106 Севастополь — Свердловск
- 187/188 Симферополь — Баку
- 363/364 Мурманск — Новороссийск
- 365/366 Ленинград — Новороссийск
- 367/368 Ленинград — Анапа
- 375/376 Симферополь — Иркутск
- 377/378 Симферополь — Красноярск
- 381/382 Киев — Новороссийск
- 397/398 Симферополь — Новокузнецк
- 815/816 Феодосия — Баку

Помимо железнодорожных составов, паромы осуществляли перевозку автомобилей — несколько машин могло разместиться на свободном от вагонов месте в носовой части палубы. Иногда паромы выполняли рейсы без вагонов, заполнив всю палубу автомобилями.
В зимнее время нагрузка на переправу сокращалась — большинство пассажирских поездов, следующих через переправу, были летними.
Железнодорожные паромы «Восточный», «Заполярный», «Северный» и «Южный» прослужили на переправе почти 40 лет. В конце 1980-х годов прекратилось движение пассажирских поездов через Керченскую переправу — старые, изношенные паромы были признаны небезопасными для пассажирских перевозок. Проект строительства новых паромов долгое время откладывался, а после экономических трудностей, возникших в эпоху Перестройки, и вовсе был заморожен.
Первым из паромов был списан «Восточный» — в 1987 году. «Южный» и «Заполярный» списали в 1989 и 1991 годах соответственно. Последний оставшийся железнодорожный паром — «Северный» — до 1996 года занимался перевозкой грузовых составов, затем несколько лет простоял в порту «Крым», после чего его отправили на слом.

#### Катера
В летнее время между портами «Крым» и «Кавказ» курсировал катер «Тамань», с 1970-х годов его заменил более современный катер «Радуга-48». Также, в порт «Кавказ» регулярно приходили пассажирские катера из морвокзала в центре города Керчь. Этот маршрут обслуживали катера «Пион» и «Аргус».
С распадом СССР прекратились рейсы катера «Радуга-48» и пассажирское сообщение между портом «Кавказ» и керченским морвокзалом. Впоследствии катер «Радуга-48» был списан и установлен на берегу в порту «Крым» в качестве памятника.
В 2010 году была предпринята попытка возобновить пассажирские рейсы от порта «Кавказ» до морвокзала города Керчь. Ожидалось, что катер «Диспетчер Криштопа» будет ходить по этому маршруту три раза в день. Однако уже в следующем году рейсы катера были отменены из-за недостаточной загрузки.

#### Автомобильные паромы «Керченский-1», «Керченский-2», «Ейск»
В 1975 году на Рижском судоремонтном заводе для Керченской переправы был построен первый автомобильный паром — «Керченский-1». В 1978 году на переправу пришёл второй автомобильный паром — «Керченский-2».
С приходом автомобильных паромов, спроектированных как паромы-ледоколы, упростилась зимняя навигация на Керченском проливе. В зимнее время один из «Керченских» работал на переправе, перевозя пассажиров и автомобили, а также расчищая от льда путь железнодорожным паромам, другой «Керченский» в это время проводил грузовые суда по фарватеру Керченского пролива.
Третий автомобильный паром для Керченской переправы — «Ейск» — был построен в Риге в 1988 году.
Паром «Керченский-1» с начала 2000-х годов перестал участвовать в работе переправы. Обсуждались проекты переоборудования этого парома в буксир или пожарное судно, но они так и не были реализованы. В 2012 году паром порезали на металл.

### Паромная переправа в 1991—2014 годах

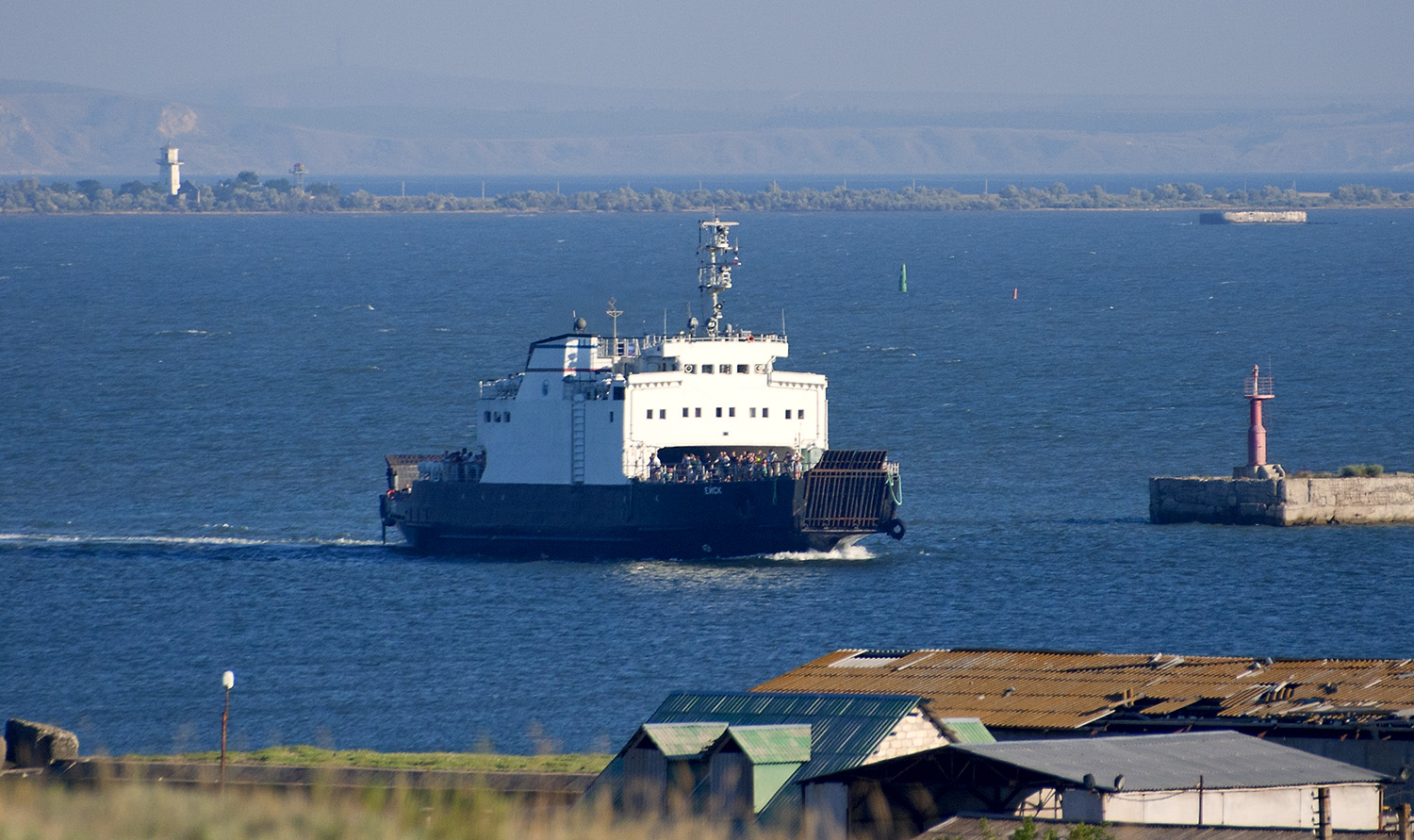
Автомобильный паром «Ейск»

После распада Советского Союза Россия и Украина стали независимыми государствами, что сделало Керченскую паромную переправу международной. В портах «Крым» и «Кавказ» до присоединения Крыма к России действовали пункты пограничного и таможенного контроля.
К 2012 году объём выполняемых переправой перевозок достиг 600 000 пассажиров, 50 000 автомашин и 10 000 тонн грузов в год.
Интервал движения автомобильных паромов составлял около трех часов. В летнее время, когда количество автомашин значительно увеличивалось за счёт отдыхающих, интервал сокращали до двух часов, однако даже в этом случае частота рейсов оказывалась недостаточной, что приводило к образованию длинных очередей. Например, в августе 2010 года время ожидания погрузки автомобиля на паром достигало 8 часов, при том, что сама переправа на другой берег занимает около 25 минут.
15 декабря 2013 года на линии «Крым — Кавказ» компанией «Аншип» был введён в эксплуатацию новый автомобильно-пассажирский паром «Николай Аксёненко».

#### Возобновление железнодорожных перевозок
В 2002 году была предпринята неудачная попытка воссоздать железнодорожное сообщение через Керченский пролив, для этого с Сахалина в Керчь прибыл паром «Сахалин-6». При подготовке к эксплуатации на Керченской переправе паром был переименован в «Юрий Долгорукий». Однако, большая осадка судна (около 4 м, а с грузом — до 6,6 м) не позволила ему работать в Керченском проливе.
В 2004 году начались работы по реконструкции портовых сооружений и железнодорожных путей. На переправу прибыл железнодорожный паром «Анненков». Судно постройки 1984 года было переоборудовано из сухогруза типа «Славутич» на судоремонтном заводе «Южный Севастополь». В ноябре 2004 года, в преддверии второго тура президентских выборов на Украине, состоялась церемония открытия железнодорожного сообщения через Керченский пролив. Президент России Владимир Путин и президент Украины Леонид Кучма подписали положение о совместной эксплуатации железнодорожно-паромной переправы, после чего железнодорожное сообщение через Керченский пролив было восстановлено, но только для перевозки грузов. Вскоре к работе на переправе подключился второй железнодорожный паром — «Петровск» — он был переведён в Керчь с паромных линий Каспийского моря.

### Переправа после присоединения Крыма к Российской Федерации

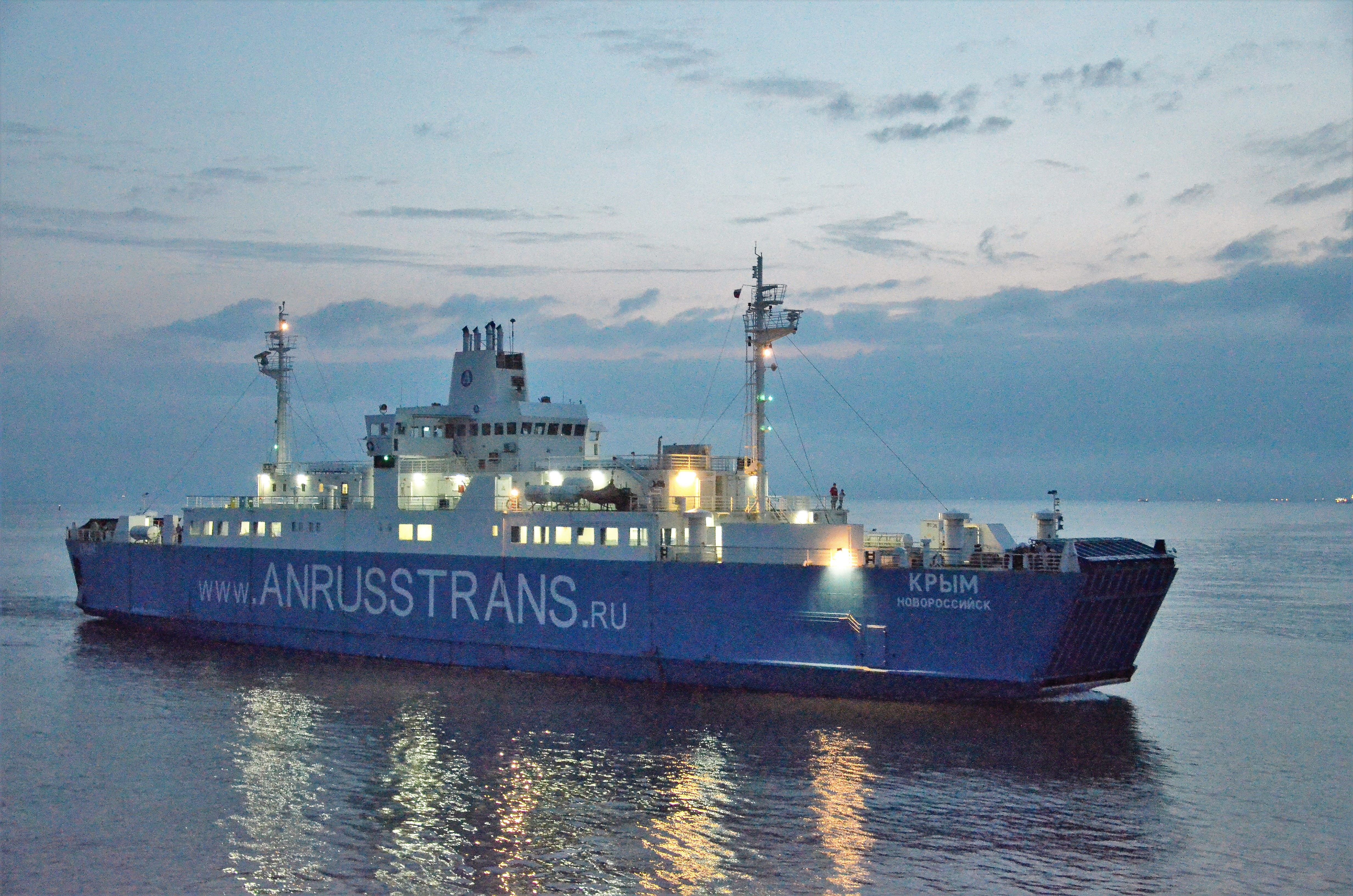
Паром «Крым» (бывший «Ostfold»), 10 июня 2015

После присоединения Крыма к Российской Федерации резко увеличился объём пассажирского и грузового сообщения с полуостровом. Летом 2014 года длина очереди на переправе достигала 1400 машин, а время ожидания в очереди растягивалось до 27 часов. Для разгрузки переправы грузовой транспорт был переведён на альтернативные маршруты (Новороссийск — Феодосия, Новороссийск — Керчь, Темрюк — Керчь).
С 23 мая 2014 года в дополнение к паромам «Керченский-2», «Ейск» и «Николай Аксёненко» на переправе начал работу греческий автомобильный паром «Ионас». Пассажировместимость этого парома составляет более 600 человек летом и около 450 — зимой. Для легкового автотранспорта предусмотрены две палубы: нижняя палуба вмещает до 105 машин, верхняя — до 65 машин. С июля 2014 года на переправе начал работать второй греческий паром — «Олимпиада» — однотипный «Ионасу». Также компанией «Аншип» на линию был выведен малый паром «Севастополь» вместимостью 20—25 легковых автомобилей.
В августе 2014 года значительно увеличилось количество автомобилей со стороны Крыма — длина очереди на паром достигла 12 км, что вызвало транспортные проблемы в Керчи. Отчасти это было обусловлено поломкой верхней аппарели на пароме «Олимпиада», из-за чего пропускная способность переправы снизилась до 100 автомобилей в час. В срочном порядке были оборудованы три накопительных площадки — две в порту и одна на территории бывшего керченского аэропорта. Уменьшить время ожидания в очереди удалось за счёт выхода на линию Кавказ — Керченский рыбный порт парома «Робур».
В августе того же года к работе на переправе приступил паром «Крым» (бывший норвежский паром «Ostfold»), а в сентябре — греческий паром «Гликофилуса-III».
В 2014 году при благоприятной погоде паромы ежедневно совершали до 114 рейсов, перевозя до 4400 автомобилей и до 22 600 пассажиров (в том числе до 5100 по «Единому билету»). За год объём перевозок составил 2 900 000 человек и 701 000 автомобилей. Благодаря проведённому расширению число перевезенных автомашин возросло в 5 раз, пассажиров — в 3,5 раза.
Зимой 2014—2015 годов в портах «Крым» и «Кавказ» были проведены дноуглубительные работы. В порту Крым также был заменен плавучий пирс для автомобильных паромов. Проведенные работы позволили привлечь к работе на переправе паромы с тремя палубами для погрузки автомобилей.
После реконструкции мощность Керченской паромной переправы была доведена до 50 000 пассажиров, 10 000 легковых и 1000 грузовых автомобилей в сутки.
Кроме реконструкции причалов решались и организационно-логистические проблемы, такие как установка электронных терминалов, обустройство накопительных площадок, кафе и ресторанов. 12 мая 2015 года была открыта продажа билетов через Интернет, к июлю объём продаж через Интернет достиг 40 %.
16 мая 2015 года на линию «Крым — Кавказ» вышел большой автомобильный паром «Протопорос-IV» вместимостью 165 автомобилей и 1150 пассажиров. 20 мая на линии «Кавказ — Керченский торговый порт» начал работу паром «Майор Чапичев» (однотипный «Гликофилусе III»). Оба судна прибыли из Греции.
Однотипный «Протопоросу-IV» паром «Победа» (бывший «Протопорос-VI») пришёл на переправу 2 июня. Паромы «Николай Аксёненко» и «Севастополь» были сняты с расписания из-за того, что порт «Крым» может одновременно принимать только два автомобильных парома. Паром «Ионас» покинул Керченскую переправу и был переведён в Балтийское море — греческий судовладелец сдал этот паром в аренду эстонской компании.
Благодаря этим изменениям, направленным на увеличение пропускной способности переправы, средняя загрузка паромов в мае 2015 года составляла 75—80 %, в отдельные дни снижаясь до 20—30 %. Пиковые моменты наблюдались только после штормов. За 2015 год объём перевозок составил 4,7 млн пассажиров, 1 070 000 легковых автомобилей, 250 000 грузовых автомобилей и 77 000 вагонов. За 2016 год — 6,248 млн человек, 1,289 млн легковых автомобилей, 296 тыс. единиц грузового транспорта и 50,9 тыс. автобусов; по состоянию на лето этого года Керченская переправа была крупнейшей в мире по объёму перевозок. В 2017 году поток через переправу сократился на 4 % (что было связано с сокращением турпотока в Крым) — было перевезено 5,71 млн человек, 1,78 млн автомобилей и 78 тыс. железнодорожных вагонов, при этом 7 августа 2017 года был поставлен абсолютный рекорд по количеству перевезённых через переправу легковых автомобилей — 12,2 тыс. машин.
- «Кавказ — Крым» задействованы паромы: «Гликофилоуса III», «Елена», «Протопорос IV», «Майор Чапичев» и «Крым».
- «Кавказ — Керченский морской торговый порт» задействованы паромы: «Нина Малкова» и «Ейск».

- «Кавказ — Крым» задействованы паромы: «Гликофилоуса III», «Елена», «Протопорос IV», «Майор Чапичев» и «Крым».
- «Кавказ — Керченский морской торговый порт» задействован паром: «Ейск».

- «Кавказ — Крым» задействованы паромы: «Гликофилоуса III», «Елена», «Протопорос IV», «Майор Чапичев», «Крым» и «Олимпиада».
- «Кавказ — Керченский морской торговый порт» задействованы паромы: «Ейск» и «Нина Малкова».

- «Кавказ – Крым» задействованы паромы: «Гликофилоуса III», «Елена», «Протопорос IV», «Майор Чапичев», «Крым» и «Олимпиада»
- «Кавказ – Керченский морской торговый порт» задействован паром: «Нина Малкова».

- На линии «Кавказ – Крым» задействованы паромы: «Протопорос IV» и «Елена».

- На линии «Кавказ – Крым» задействованы паромы: «Крым», «Олимпиада», «Гликофилоуса» и «Елена».

### Открытие Крымского моста и ликвидация Керченской паромной переправы
В мае 2018 года для легковых автомобилей и общественного транспорта была открыта автодорожная часть Крымского моста. Это привело к резкому снижению потока этого транспорта через переправу: если 14 мая 2018 года Керченская паромная переправа перевезла 2067 автомобилей и 114 автобусов, то с 16 по 21 мая — 58 легковых автомобилей и 4 автобуса. Прекратилось использование паромов для перевозок по введённой в 2014 году услуге «Единый билет», позволявшей оформить право на проезд тремя видами транспорта — с 16 мая 2018 года эти перевозки осуществляются по открывшемуся мосту. По словам председателя ликвидационной комиссии ООО «Морская дирекция» Игоря Ворончихина, после майского открытия автодорожной части Крымского моста «паромной переправой пользуются в основном водители грузовиков и пассажиры без автомобилей».
До октября 2018 года — ожидаемого открытия автодорожной части Крымского моста для грузовых автомобилей — переправа оставалась для них главным транспортом; продолжилось функционирование всех паромов переправы. После этого их количество планировалось сократить согласно востребованности. При этом заявлялось, что переправа продолжит функционировать и после полного открытия Крымского моста (в том числе его железнодорожной части), как «самостоятельная структура, обеспечивающая в том числе и дублирование».
1 октября 2018 года было открыто грузовое движение по Крымскому мосту, после чего перевозки большегрузов через переправу практически прекратились и было объявлено, что «рейсы будут осуществляться по фактической загрузке и при необходимости». 1 октября было перевезено 293 пассажира и 64 грузовика (в том числе 3 малотоннажных); неделю спустя — 68 пассажиров, 2 легковых автомобиля и 22 грузовых автомобиля; 14 октября (за день до передачи переправы в ведение ГУП РК «Крымские морские порты») — 22 пассажира и 12 грузовых автомобилей.
С 6 февраля 2019 года регулярное сообщение на линии порт Крым — порт Кавказ было восстановлено. Ожидалось, что основными клиентами паромной переправы станут пассажиры, проживающие в прилегающих районах Крыма и Краснодарского края, работники организаций, находящихся в порту Кавказ, а также военнослужащие, сопровождающие эшелоны военной техники. Также паромной переправой пользовались большегрузы, которые из-за большой массы или своих негабаритных размеров не могли передвигаться по мосту.
С 31 октября 2019 года переправа приостанавливала грузовые, пассажирские и грузопассажирские перевозки, в том числе опасных грузов. Перевозки железнодорожных вагонов продолжились ещё некоторое время, но после полного открытия железнодорожной части Крымского моста этот последний остававшийся на переправе трафик перешёл на мост.
28 сентября 2020 года железнодорожный паром «Анненков» Керченской переправы выполнил последний рейс и перевёз последнюю партию вагонов, после чего переправа была полностью остановлена из-за отсутствия спроса. Также было анонсировано, что из-за остановки работы переправы будет остановлена и работа морского порта в Крыму.

## Период пиковой загрузки (2015—2018 годы)

### Управление
Управление переправой осуществляло ГУП РК «Крымские морские порты», в составе которого имеется отдельный филиал «Керченская паромная переправа» (в советское и украинское время осуществлявший самостоятельное управление переправой). В 2014—2015 годах управление переправой осуществлялось АНО «Единая транспортная дирекция» Министерства транспорта Российской Федерации, в 2015 — 2018 годах полномочия по фрахту пассажирских паромов, работе накопительных и перехватывающих парковок, организации очередей осуществлялись ООО «Морская дирекция».

### Железнодорожное сообщение

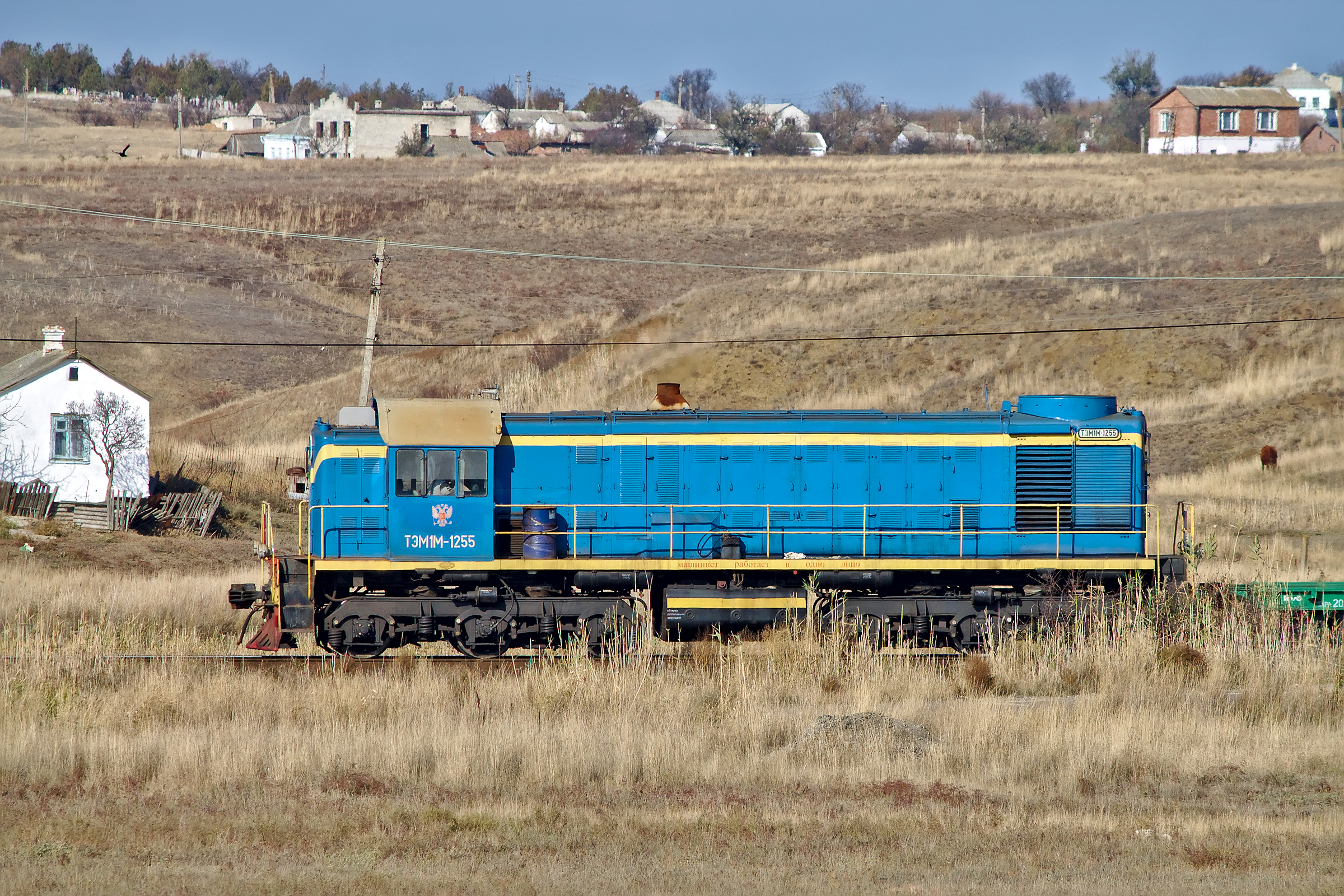
Маневровый тепловоз ТЭМ1М, обслуживающий переправу

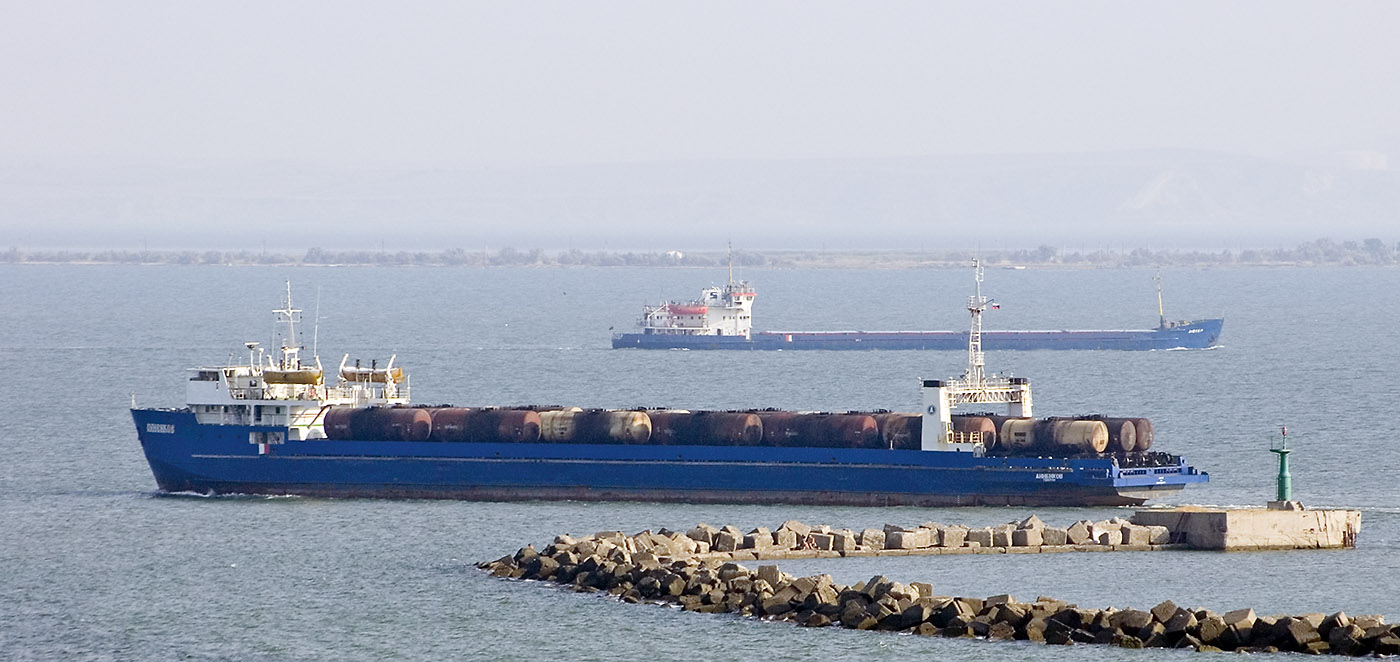
Железнодорожный паром «Анненков» выходит из порта «Крым»

Грузовое железнодорожное сообщение осуществляет ООО «Аншип», дочернее предприятие группы компаний «АнРуссТранс». На маршруте порт «Крым» — порт «Кавказ» работают паромы «Анненков» и «Петровск», вмещающие до 25 вагонов на трёх линиях накатки. С осени 2014 года к ним присоединился паром «Конро Трейдер» компании ООО «М-Сервис», вмещающий до 35 вагонов на пяти линиях накатки. На начало 2015 года объём железнодорожных перевозок через переправу составлял в среднем 140—180 вагонов в сутки, максимальное значение — 250 вагонов в сутки.
С 1 августа 2014 года, после 25-летнего перерыва, возобновлено движение пассажирских поездов через паромную переправу. Пассажирский поезд № 561/562 Москва — Симферополь формирования ГП «Крымские железные дороги» курсирует ежедневно. Всего в поезде 8 плацкартных и 1 купейный вагон. От Москвы до Ростова-на-Дону вагоны следуют в составе поезда № 62/61 Москва — Нальчик. На территории комплекса паромной переправы «Крым — Кавказ» пассажиры поезда пересаживаются на пассажирские паромы, а опломбированные вагоны переправляются на железнодорожном пароме. Ежедневные рейсы поезда Москва — Симферополь обеспечивают пять основных и два резервных состава.
В конце августа 2024 года в ходе российского вторжения в Украину загруженный цистернами с топливом паром «Конро Трейдер», стоявший в порту «Кавказ», был атакован и затонул.

### Автомобильное и пассажирское сообщение

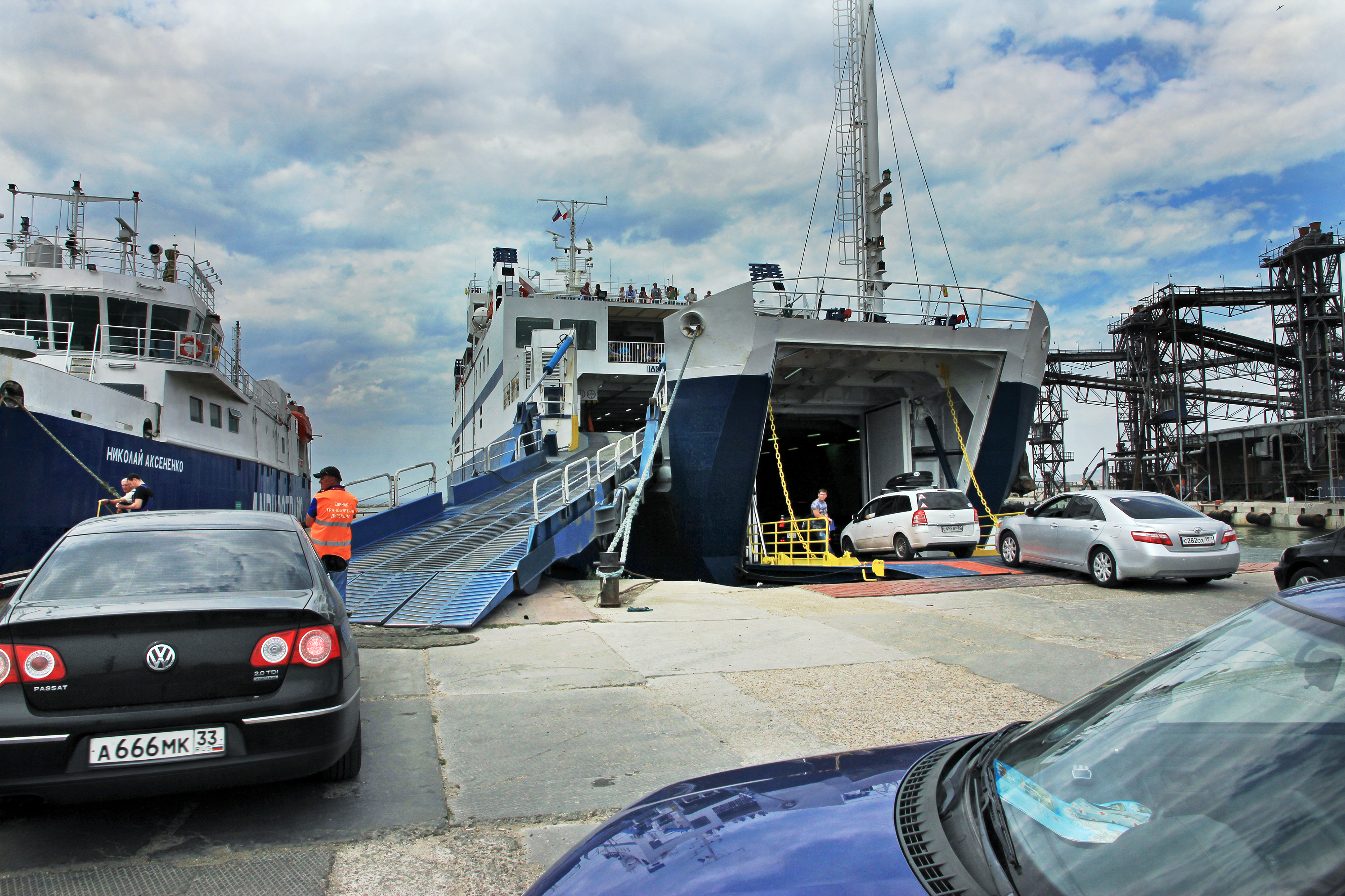
Погрузка автомобилей на паром в порту «Кавказ»

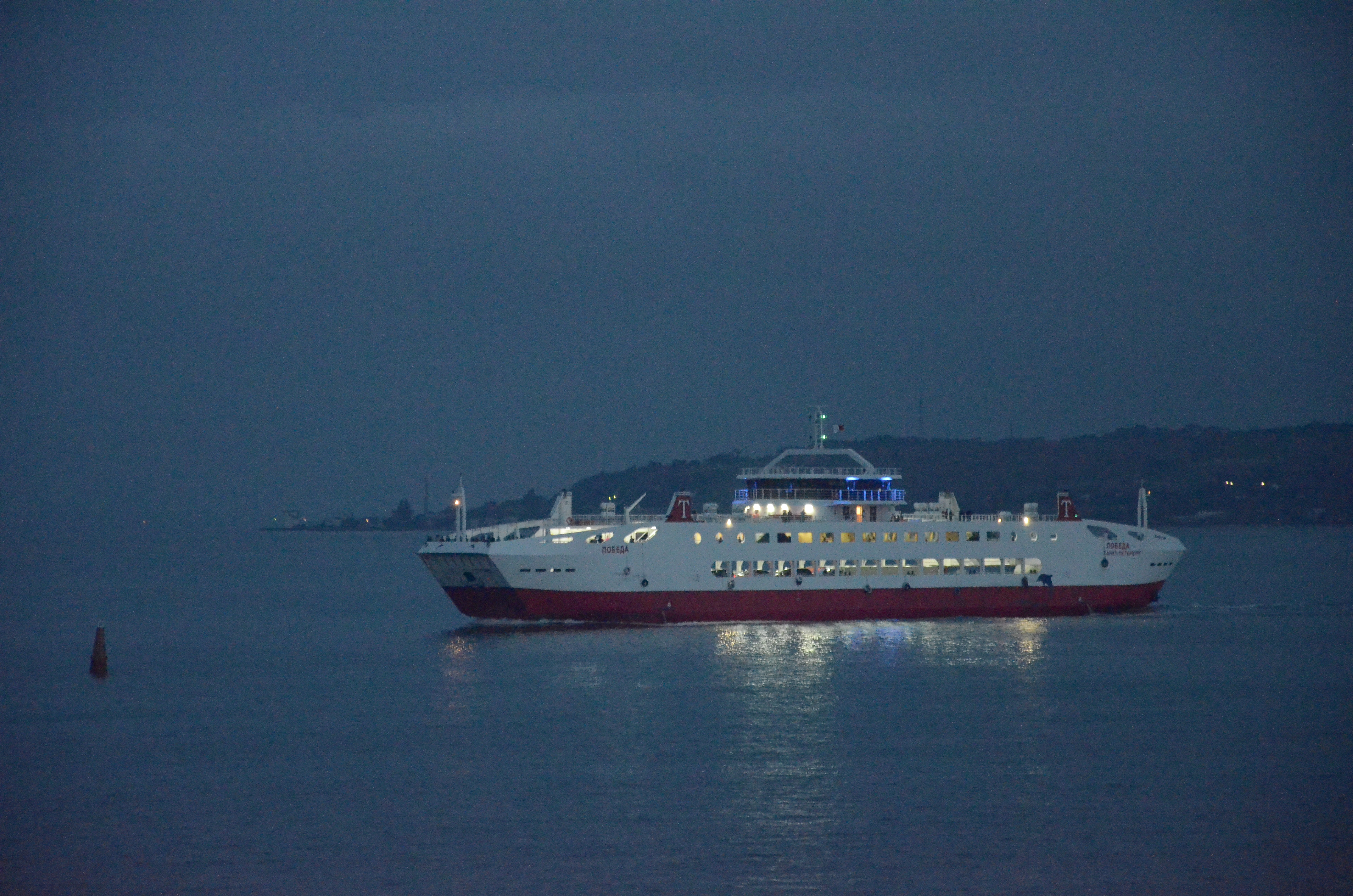
Паром «Победа»

По основной линии «Крым — Кавказ» перевозки осуществляются паромами «Победа», «Протопорос-IV», «Олимпиада» и «Крым». Пассажирские автобусы проходят переправу вне общей очереди.
Развитие Керченской переправы сдерживается неразвитой инфраструктурой порта «Крым», способной одновременно принимать только два автомобильных парома. Для повышения пропускной способности со стороны Керчи были задействованы ещё два морских порта: торговый и рыбный. На маршруте «Кавказ — Керчь» (по состоянию на май 2016 года) работают паромы:
- «Ейск» и «Керченский-2» — специализируются на перевозке малотоннажных грузовых автомобилей до Керченского торгового порта.
- «Гликофилуса III», «Майор Чапичев», «Олимпиада», «Крым», «Протопорос IV» и «Победа» — курсируют от порта «Кавказ» до порта «Крым»
- «Мария» и «Лаврентий»— специализируются на перевозке автомобильных фур и опасных грузов. Курсируют от причала № 24 порта «Кавказ» до Керченского рыбного порта

В резерв выведены паромы «Николай Аксёненко» и «Севастополь».

#### Накопительные площадки
Для автомобильного транспорта, ожидающего погрузки, создано 6 площадок, которые оборудованы зонами питания, туалетами и душевыми кабинами.
Малые накопительные площадки, расположенные перед причалами, предназначены для разделения потока автомобилей на судовые партии и сокращения времени погрузки. Большие накопители расположены на подходах к портам и созданы для ликвидации заторов.
Накопительные площадки:
- со стороны порта «Крым»: две — в непосредственной близости с портом (вместимость до 250 и до 900 автомашин), третья — на территории бывшего керченского аэропорта (вместимость до 1500 автомашин)[91]
- со стороны порта «Кавказ»: в порту — на 200 автомашин[90], две — в нескольких километрах от порта: в середине косы Чушка — на 1100 автомашин, у поселка Ильич — на 1800 автомашин.